# Campionato mondiale sport gruppo 6 1977
Il Campionato mondiale vetture sport 1977 (en. World Sports Car Championship ), è stata la 2ª ed ultima edizione del Campionato mondiale sport gruppo 6.

## Risultati
| Nº | Data         | Gara                           | Costruttore | Piloti                             | Resoconto |
| -- | ------------ | ------------------------------ | ----------- | ---------------------------------- | --------- |
| 1  | 17 aprile    | 500 km di Digione              | Alfa Romeo  | Arturo Merzario Jean-Pierre Jarier | Resoconto |
| 2  | 24 aprile    | 500 km di Monza                | Alfa Romeo  | Vittorio Brambilla                 | Resoconto |
| 3  | 2 giugno     | 400 km di Vallelunga           | Alfa Romeo  | Vittorio Brambilla                 | Resoconto |
| 4  | 19 giugno    | Coppa Florio                   | Alfa Romeo  | Arturo Merzario                    | Resoconto |
| 5  | 10 luglio    | 2 Ore e 30 minuti dell'Estoril | Alfa Romeo  | Arturo Merzario                    | Resoconto |
| 6  | 24 luglio    | 500 km di Le Castellet         | Alfa Romeo  | Arturo Merzario Jean-Pierre Jarier | Resoconto |
| 7  | 4 settembre  | 250 km di Imola                | Alfa Romeo  | Vittorio Brambilla                 | Resoconto |
| 8  | 18 settembre | 300 km del Salzburgring        | Alfa Romeo  | Vittorio Brambilla                 | Resoconto |

## Classifica
| Pos | Squadra    | Totale |
| --- | ---------- | ------ |
| 1   | Alfa Romeo | 120    |
| 2   | Osella     | 73     |
| 3   | Lola       | 48     |
| 4   | Chevron    | 41     |
| 5   | Sauber     | 31     |
| 6   | TOJ        | 15     |
| 7   | AMS        | 14     |
| 8   | McLaren    | 13     |
| 9   | March      | 8      |